# Calpenia zerenaria
Calpenia zerenaria là một loài bướm đêm thuộc phân họ Arctiinae, họ Erebidae.